# John J. Pinder junior

John J. Pinder junior

John J. Pinder Jr. (* 6. Juni 1912 in McKees Rocks, Pennsylvania; † 6. Juni 1944 bei Colleville-sur-Mer, Frankreich) war ein mit der höchsten amerikanischen Tapferkeitsauszeichnung ausgezeichneter Soldat im Zweiten Weltkrieg.

## Leben
Während seiner Schulzeit an der Butler High School, Pennsylvania war John Joseph „Joe“ Pinder Jr. beim Baseball bereits ein herausragender Pitcher. So konnte er 1935 eine erste Profi-Verpflichtung unterzeichnen und war in den Folgejahren bei diversen Profi-Baseball-Klubs unter Vertrag.

### Militär
Nach dem Kriegseintritt der Vereinigten Staaten von Amerika in den Zweiten Weltkrieg im Dezember 1941 trat er seinen Militärdienst am 27. Januar 1942 in Burgettstown, Pennsylvania an.
Pinder wurde dem 16. Infanterieregiment der 1. US-Infanteriedivision der United States Army zugeteilt und in Camp Blanding, Florida und Fort Benning, Georgia ausgebildet.
Als Technician Fifth Grade wurde er als Angehöriger der Stabskompanie des Regimentsstabes im August 1942 nach England verlegt. Von dort aus nahm Pinder an der Landung der Alliierten in Nordafrika und den Folgekämpfen gegen das Afrikakorps teil.
Auch an der Landung der Alliierten Truppen in Sizilien im Juli 1943 war er beteiligt. Von dort wurde Pinders Stabskompanie im November 1943 zurück nach England verlegt, um sich auf den bevorstehenden D-Day in der Normandie vorzubereiten.
Am 6. Juni 1944, an seinem 32. Geburtstag, nahm er mit seiner Einheit im Rahmen der Landeoperation der Alliierten am Europäischen Festland der an der Operation Neptune teil. Er selbst hatte dabei den Auftrag, ein äußerst wichtiges Funkgerät an Land zu bringen und in Betrieb zu nehmen.
Dazu wurde er mit einem Landungsboot bei Colleville-sur-Mer (besser bekannt als Omaha Beach) etwa 100 m vor dem Strand abgesetzt und musste sich durch feindliches Artillerie- und Maschinengewehrfeuer in hüfttiefem Wasser an Land kämpfen. Hierbei wurde Pinder bereits getroffen und ernsthaft verwundet. Dennoch schaffte er es, das Funkgerät an Land zu bringen.
Anstatt sich medizinisch behandeln zu lassen und Deckung zu suchen, ging er im feindlichen Feuer erneut zum Landungsboot und barg wichtiges Zubehör und ein weiteres Funkgerät.
Auf seinem dritten Gang zum Boot wurde er erneut vom Maschinengewehrfeuer an den Beinen verwundet.
Dennoch lehnte er weiter eine medizinische Versorgung ab und half stattdessen die lebenswichtige Funkverbindung herzustellen, wobei Pinder erneut, diesmal tödlich, getroffen wurde.
Joe Pinder wurde am Grandview Friedhof in Burgettstown, Pennsylvania bestattet, wo man ihm zu Ehren im Oktober 2000 ein Denkmal errichtete.

## Auszeichnungen
Wegen erwiesener Tapferkeit wurde er am 4. Januar 1945 posthum mit der höchsten amerikanischen Tapferkeitsauszeichnung, der Medal of Honor ausgezeichnet.
Pinder war damit neben Jack Lummus der einzige Profi-Baseball-Spieler, dem im Zweiten Weltkrieg die Ehrenmedaille verliehen wurde.
Auch wurde am 11. Mai 1949 durch die U.S. Army in Deutschland eine Kaserne der US-Streitkräfte in Zirndorf, ihm zu Ehren in Pinder Barracks benannt.
Nach Auflassung dieser Kaserne in den späten 1990er Jahren wurde durch die Stadtverwaltung für die auf dem Areal der ehemaligen Kaserne neu entstandenen Siedlung der Name Pinderpark gewählt.